# Делиелес
Делиелес (на гръцки: Ελαία) е село в Западна Тракия, Гърция, дем Орестиада с 532 жители (2001).

## География
Селото е разположено на 20 км южно от Черномен.

## История
В XIX век Делиелес е българско село в Чирменската кааза на Одринския вилает на Османската империя. Според „Етнография на вилаетите Адрианопол, Монастир и Салоника“, издадена в Константинопол в 1878 година и отразяваща статистиката на населението от 1873 година, Делиелес (Delieles) има 35 домакинства и 152 българи.
Според статистиката на професор Любомир Милетич в 1912 година в селото живеят 51 български екзархийски семейства или 267 души.